# جين هارت (كاتبة)
جين هارت (بالإنجليزية: Jane Hart)‏ هي كاتِبة أمريكية، ولدت في 16 يوليو 1922.